# Hexatoma morosa
Hexatoma morosa är en tvåvingeart som först beskrevs av Osten Sacken 1881.  Hexatoma morosa ingår i släktet Hexatoma och familjen småharkrankar. Inga underarter finns listade i Catalogue of Life.